# Çankaya, Ankara
Çankaya là một huyện thuộc tỉnh Ankara, Thổ Nhĩ Kỳ. Huyện có diện tích 268 km² và dân số thời điểm năm 2007 là 792189 người, mật độ 2956 người/km².